# Município de Berlin (condado de Delaware, Ohio)
Localização do Ohio nos E.U.A.
O município de Berlin (em inglês: Berlin Township) é um município localizado no condado de Delaware no estado estadounidense de Ohio. No ano 2010 tinha uma população de 6498 habitantes e uma densidade populacional de 98,83 pessoas por km².

## Geografia
O município de Berlin encontra-se localizado nas coordenadas 40° 14′ 57″ N, 82° 59′ 05″ O. Segundo a Departamento do Censo dos Estados Unidos, o município tem uma superfície total de 65.75 km², da qual 57.85 km² correspondem a terra firme e (12.01%) 7.9 km² é água.

## Demografia
Segundo o censo de 2010, tinha 6498 pessoas residindo no município de Berlin. A densidade de população era de 98,83 hab./km².